# Clostridium tyrobutyricum
Clostridium tyrobutyricum es una bacteria gram positiva, al igual que Clostridium butyricum, que es alteradora de quesos. 
Causa el hinchamiento tardío en quesos, que se caracteriza por la formación de ácido butírico que conduce a la formación de gases y olores anómalos, con pérdida de calidad.
Clostridium tyrobutyricum es más frecuente en épocas invernales.